# Krister Kristensson
Krister Kristensson (Malmö, 25 luglio 1942 – 29 gennaio 2023) è stato un calciatore svedese, di ruolo difensore.

## Carriera
Svolse la carriera di calciatore esclusivamente nel Malmö FF, giocandovi tredici stagioni (dal 1969 al 1979) totalizzando 626 presenze (record assoluto di presenze nella storia della società) e vincendo undici trofei (sei edizioni della Allsvenskan e cinque della Coppa di Svezia).
Conta 38 presenze in nazionale tra il 1967 e il 1972, prendendo parte alla rappresentativa svedese qualificatasi ai Mondiali del 1970.
Conclusa la carriera di calciatore nel 1981 con la maglia del Trelleborg, Kristensson fu di nuovo assunto nel Malmö dove ricoprì incarichi dirigenziali fino al 2010.

## Palmarès
- Campionato svedese: 6

1965, 1970, 1971, 1974, 1975, 1977
- Coppa di Svezia: 5

1967, 1973, 1974, 1975, 1978